# Lango (distrikt)

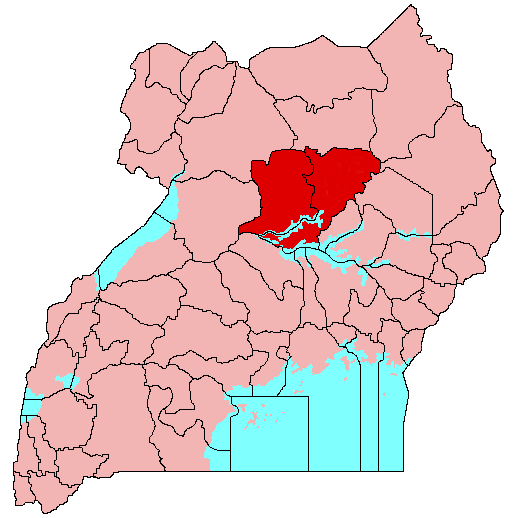
Lango a jeho distrikty

Lango je region ve střední Ugandě o rozloze 13 935 km², zahrnující distrikty Apac a Lira, jež jsou součástí formální Severní oblasti. Centrem regionu, který od roku 1974 netvoří územně správní celek, je město Lira.
Region je tvořen převážně savanou, na jihu a na západě pak bažinami, a je velice úrodný. Z etnického hlediska je velice jednotný. Téměř veškeré jeho obyvatelstvo tvoří kmen Lango, který dal regionu jméno. V oblasti řádí rebelové z Boží armády odporu.

## Historický přehled
Do roku 1974 to byl distrikt, náležející do formální Severní oblasti, poté rozdělený na oba moderní distrikty. V roce 1976 byla Severní oblast zrušena a oba distrikty byly začleněny do nově vytvořené Severní provincie. Během 70. let 20. století byla elita kmene Lango decimována režimem generála Idiho Amina. Od roku 1989 jsou oba distrikty opět součástí obnovené Severní oblasti. V současné době usiluje region o autonomii a přeměnu Ugandy ve federaci.